# Rionegro (ort)
Rionegro är en ort i Colombia.   Den ligger i departementet Antioquía, i den centrala delen av landet, 220 km nordväst om huvudstaden Bogotá. Rionegro ligger 2 090 meter över havet och antalet invånare är 62 291.
Terrängen runt Rionegro är huvudsakligen platt, men västerut är den kuperad. Rionegro ligger nere i en dal. Runt Rionegro är det tätbefolkat, med 397 invånare per kvadratkilometer. Rionegro är det största samhället i trakten. Omgivningarna runt Rionegro är en mosaik av jordbruksmark och naturlig växtlighet.